# Governo de Unidade Nacional de Myanmar
O Governo de Unidade Nacional da República da União de Mianmar (birmanês:  အမျိုးသားညီညွတ်ရေး အစိုးရ; em inglês:  National Unity Government) é um governo no exílio birmanês formado pelo Comitê Representante de Pyidaungsu Hluttaw, um grupo de legisladores eleitos destituídos no golpe de Estado de 2021 em Mianmar. Inclui representantes da Liga Nacional para a Democracia (o partido governante deposto da ex-conselheira de Estado Aung San Suu Kyi), grupos insurgentes de minorias étnicas e vários partidos menores.  O Conselho de Administração do Estado - a junta militar governante do país - declarou o órgão como ilegal.
O Governo de Unidade Nacional buscou reconhecimento internacional como o governo de Mianmar, e quando foi anunciado, seu ministro designado para assuntos internos e imigração, Lwin Ko Latt, afirmou que esperar o reconhecimento de vários países. A Confederação Sindical Internacional pediu o reconhecimento do Governo de Unidade Nacional pelos governos e pelas Nações Unidas, e os Parlamentares da ASEAN pelos Direitos Humanos, um grupo de legisladores pró-direitos humanos nos países da ASEAN, apelou à organização para convidar o Governo de Unidade Nacional para a Cimeira de Líderes da ASEAN em 24 de abril, em vez de representantes da junta militar.
Em 5 de maio de 2021, o Governo de Unidade Nacional anunciou a formação da "Força de Defesa do Povo" como seu braço armado para lançar uma revolução armada contra a junta militar, que o designou como organização terrorista em 8 de maio.